# توابل جيرك الجامايكية

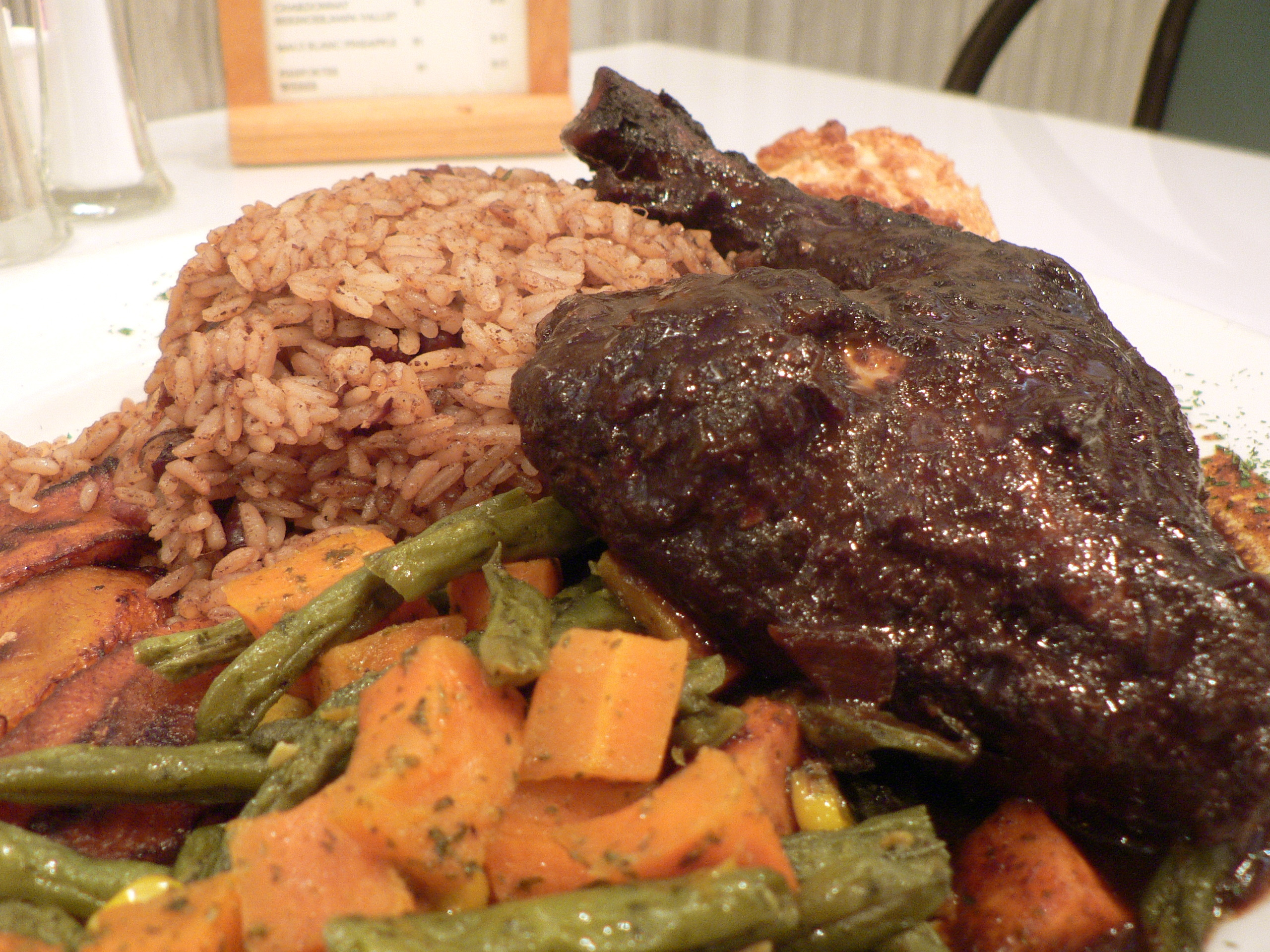
A plate of jerk chicken (right), with أرز، موز الجنةs, جزرs and فاصوليا خضراءs

جِرك هو نمط من الطهي الأصلي في جميكة حيث يُفرك اللحم المجفف أو الرطب متبل مع خليط التوابل الساخنة تسمى توابل جِرك الجميكية.

## تاريخ الكلمة
يقال إن كلمة «جِرك» تأتي من كلمة «شروي»، وهي مصطلح أسباني من أصل كويتشوي لالحوم المربدة أو المجففة، والتي أصبحت في النهاية كلمة جِركي باللغة الإنجليزية. يشتق اسم جِرك أيضا من عمل الرجيج، الذي يشير إلى اللحم مع ثقوب حتى يمكن امتصاص النكهة بسهولة أكبر. يشير مصطلح توابل جِرك (المعروف أيضا باسم توابل جِرك الجميكي) إلى فرك التوابل. كلمة جِرك يشير إلى فرك التوابل، الماء المالح الرطب، وإلى تقنية الطبخ خاصتة. طوّرت طهي جِرك التالية في الولايات المتحدة، والمراكز الحضرية الكونية في أوروبا وغرب أوروبا مع المجتمعات الكاريبية / غرب الهند.

## التاريخ
صلصة الجِرك الجميكية تطورت من قبل الأفارقة المستعبدين في جميكة. عندما غزا البريطانيون جميكة في عام 1655، فر المستعمرون الأسبان، تاركين وراءهم عددًا كبيرًا من العبيد الأفارقة. وبدلاً من إعادة استعبادهم من قبل البريطانيين، هربوا إلى المناطق الجبلية في جميكة حيث اختلطوا بها مع Taínos المحلية.
صلصة الجِرك الجميكية طورت في المقام الأول من الأفارقة المستعبدين سابقا، على مر القرون تم تعديله حيث أضافت ثقافات مختلفة تأثيرها.
منذ البداية، وجد عبيد Coromantee أنفسهم في محيط جديد في جزيرة جميكة وأجبروا على استخدام ما هو متاح لهم. ونتيجة لذلك، تكيّفوا مع محيطهم واستخدموا الأعشاب والتوابل المتاحة لهم في الجزيرة مثل فلفل البندق، وهو المسؤول بشكل كبير عن الحرارة الموجودة في جِرك الكاريبية.
وقد اتبع طهي الروبيان وتوابله جِرك الكاريبي في جميع أنحاء العالم، ويمكن الآن العثور على أشكال الجِرك في المطاعم في أي مكان تقريبًا، حيث يوجد عدد كبير من السكان من أصل كاريبي، مثل المملكة المتحدة أو كندا أو الولايات المتحدة. تتشابه قشور البحر الكاريبي الفرنسية ('الدجاج المدخن') تماماً مع الدجاج التقليدي الجميكي النطر.

## التقنيات

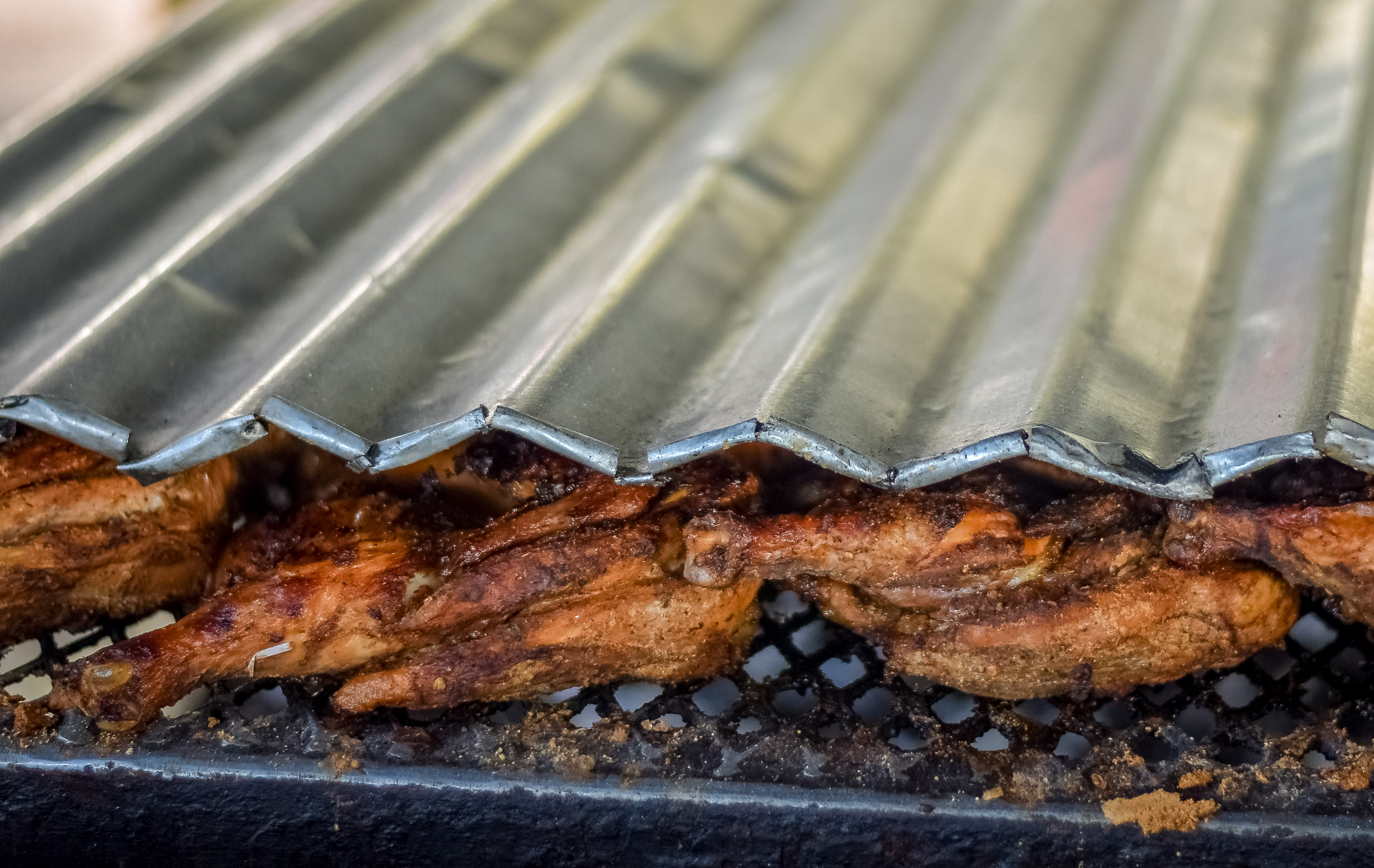
Jerk chicken cooking at Montego Bay

قد تطورت تقنية طهي الجِرك، في حوالي الستينيات من القرن العشرين  ، توصل رجال الأعمال الكاريبيون الذين يسعون إلى إعادة تكوين نكهة الحفرة المدخنة بطريقة أسهل وأكثر قابلية للحركة إلى حل لخفض البراميل بالطول وإرفاق المفصلات، وحفر العديد من فتحات التهوية للدخان. تُطلق هذه البراميل مع الفحم، مما يعزز الذوق الحار والمدخن. عندما تكون طرق الطهي هذه غير متوفرة، يمكن استخدام طرق أخرى لتدخين اللحوم، بما في ذلك أفران حرق الأخشاب. ومع ذلك، يمكن القول أن براميل النفط هي واحدة من أكثر طرق الطهي انتشارًا.
توجد في كثير من الأحيان مواقف الجِرك على جانبي الطريق في جميكة وجزر كَيمان المجاورة  ، وكذلك في جميع أنحاء منطقة البحر الكاريبي في الشتات وخارجها. يمكن شراء لحم الجِرك، عادة ما يكون الدجاج أو لحم الخنزير، جنبا إلى جنب مع الخبز العجين الصلبة.

## المكونات
توابل الجِرك يعتمد أساسا على بندين: البهارات (تسمى «الفلفل» في جميكة) وفلفل سكوتش بونيه. قد تشتمل المكونات الأخرى على القرنفل والقرفة والبصل الأخضر وجوزة الطيب والزعتر والثوم والسكر البني والزنجبيل والملح.

## الاستخدامات
تُضاف توابل الجِرك تقليديا على لحم الخنزير والدجاج. في وصفات حديثة يوضع التوابل إلى الأسماك، والروبيان، والمحار، ولحم البقر، السجق، الضأن والخضروات والتوفو.

## قراءات متعمقة
- Cook, Ian and Harrison, Michelle. "Cross over Food: Re-Materializing Postcolonial Geographies". Transactions of the Institute of British Geographers, New Series, Vol. 28, No. 3 (September 2003), pp. 296–317. Blackwell Publishing on behalf of The Royal Geographical Society (with the Institute of British Geographers)
- Connelly، Michael Alan (18 ديسمبر 2014). "20 Must-Try Street Foods Around the World". Fodor's. مؤرشف من الأصل في 2019-07-11. اطلع عليه بتاريخ 2016-07-24.